# Michail Afanas'evič Bulgakov
Michail Afanas'evič Bulgàkov (in russo Михаил Афанасьевич Булгаков?, AFI: [mʲɪxɐˈil ɐfɐˈnasʲjɪvʲɪtɕ bʊlˈɡakəf] ; Kiev, 15 maggio 1891 – Mosca, 10 marzo 1940) è stato uno scrittore e drammaturgo russo, ritenuto uno dei maggiori romanzieri del XX secolo. Molti suoi scritti sono stati pubblicati postumi.

## Biografia

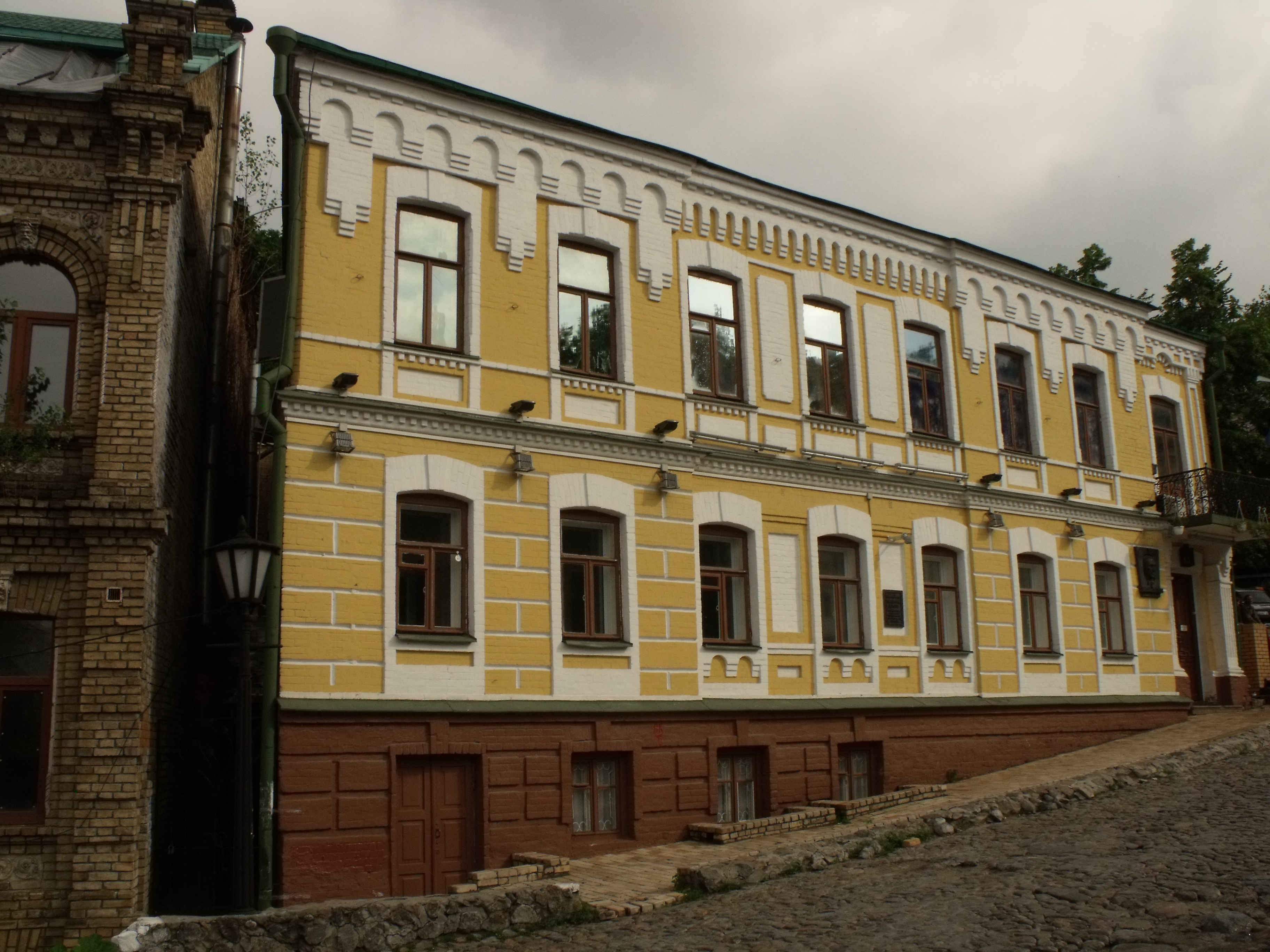
La casa dei Bulgakov a Kiev

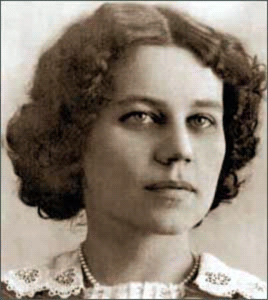
Tat'jana Nikolaevna Lappa, prima moglie di Bulgakov

### Infanzia e studi
Bulgakov nacque a Kiev, capoluogo dell'allora omonimo governatorato russo, il 15 maggio (il 3 maggio secondo l'allora vigente calendario giuliano) del 1891 da un'agiata famiglia russa di religione ortodossa, primogenito dei sette figli (quattro femmine e due maschi, oltre a un altro figlio di cui non si sa nulla, i quali poi si sarebbero stabiliti tutti in Francia, a Parigi) di Afanasij Ivanovič Bulgakov, docente universitario di storia e critica delle religioni occidentali presso l'Accademia Teologica di Kiev, oltreché traduttore di testi religiosi, deceduto nel 1906, e di Varvara Michajlovna Pokrovskaja, entrambi originari dell'allora governatorato di Orël (la madre era infatti nata, per l'esattezza, nella città di Karačev), ovvero l'odierno oblast' di Brjansk. Cresciuto con un'educazione strettamente religiosa, si legge nei diari della sorella Nadežda di come Miša, diminutivo con cui era spesso chiamato in famiglia l'autore, abbia da giovane abbandonato la pratica religiosa: giunse infatti egli stesso a dichiararsi agnostico nel 1910, dopo essersi iscritto alla facoltà di medicina a Kiev.
Nel 1916 si laureò in medicina, con menzione d'onore, presso l'Università di Kiev, allora dedicata a San Vladimir, conosciuta poi come Università "Taras Ševčenko". Fu subito inviato a Nikol'skoe nel governatorato di Smolensk, come dirigente medico dell'ospedale del circondariato. Era l'unico medico del circondariato. Sono di questo periodo I racconti di un giovane medico (sette racconti), i cui manoscritti sono andati persi. Se, come in essi scrive, ogni giorno aveva al minimo cinquanta pazienti, più gli interventi chirurgici, è verosimile che tali appunti siano stati scritti l'anno successivo, quando si spostò a Vjaz'ma, cittadina più tranquilla (condivideva il lavoro con almeno altri tre colleghi medici), dove gli arrivarono gli echi della rivoluzione. È qui che Bulgakov visse le esperienze descritte negli altri due racconti degli Appunti.

### Durante la guerra civile

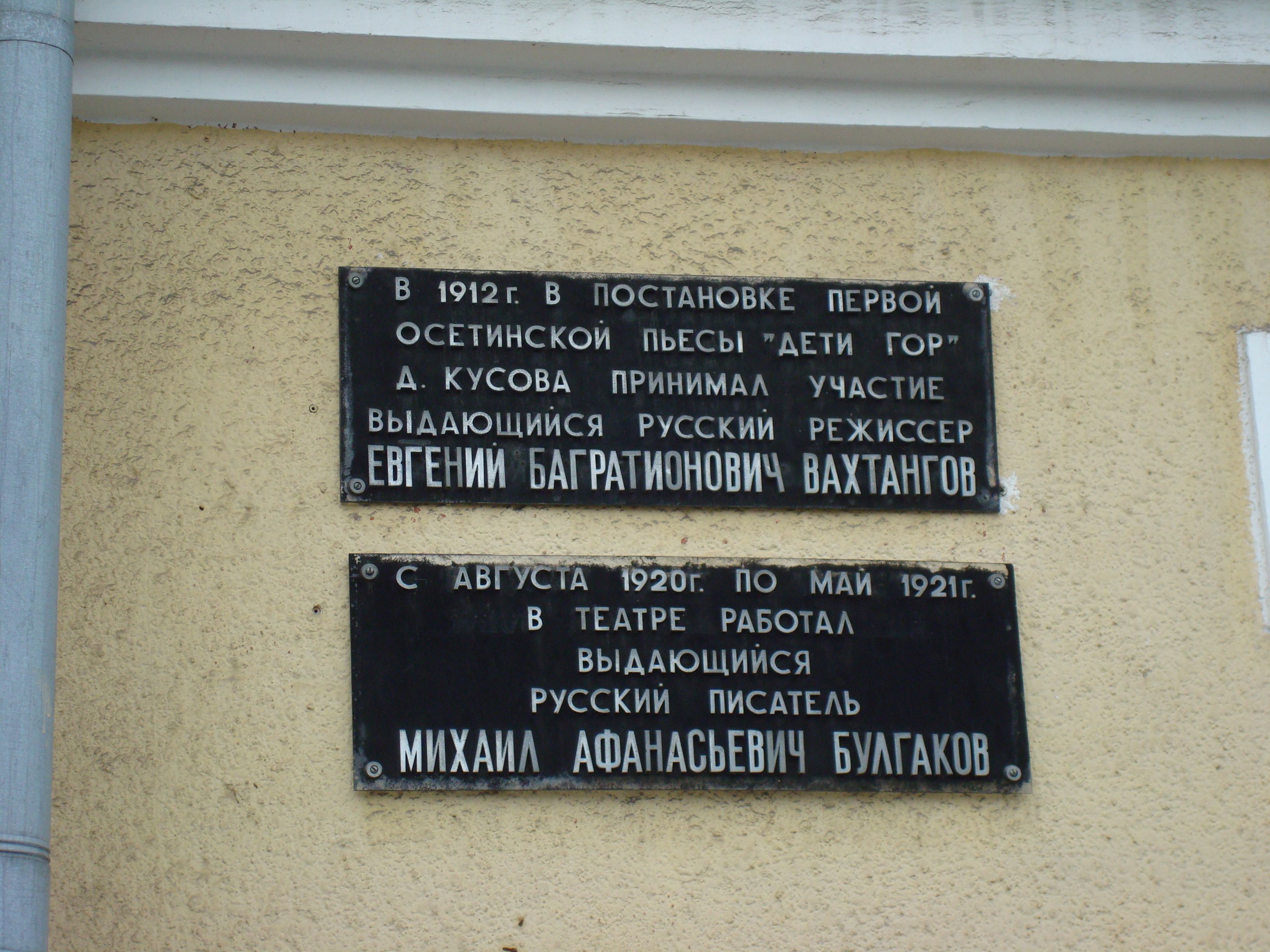
Targhe commemorative in onore di Bulgakov e Vachtangov a Vladikavkaz

Nel 1918 tornò a Kiev con la moglie, dove aprì uno studio medico di dermosifilopatologia. Afferma di aver assistito, a Kiev, almeno a quattordici sovvertimenti politici, di cui dieci vissuti in prima persona: è in questo periodo che gli nasce in seno l'idea di abbandonare la medicina, poiché, come pubblico ufficiale, era troppo soggetto al potere politico. Nel 1919 venne inviato a Vladikavkaz come medico militare, dove iniziò a fare il giornalista. Qui si ammalò di tifo, la contingenza gli impedì di lasciare il Caucaso; voleva scampare alla guerra civile e stabilirsi in un contesto culturale più ampio (l'estero o la nuova capitale). Inizia a pubblicare con giornali locali ma quasi tutte le pubblicazioni di questo periodo sono irreperibili. È del 1920 il definitivo abbandono della carriera medica, dando inizio ad un lungo periodo di ristrettezze economiche: il lavoro di letterato rendeva poco o niente e cercò quindi di arrotondare lavorando come comparsa in teatro. In quegli anni vide la luce la prima versione de I giorni dei Turbin.

### L'arrivo a Mosca
Nel 1921, si trasferì a Mosca dove si ricongiunse alla prima moglie. Dopo essere riuscito, non senza difficoltà, a trovare una sistemazione cercò impiego presso la sezione letteraria del Commissariato del popolo all'istruzione pubblica e politica e viene assunto come segretario. L'impiego non durò molto, riuscì poi ad avere delle collaborazioni con vari giornali scrivendo sugli argomenti più disparati. Poi iniziò uno dei rapporti più importanti della vita lavorativa e letteraria di Bulgakov, quello con la rivista berlinese in lingua russa Nakanune. Sempre in quel periodo iniziò a frequentare i sabati letterari di Evdoksija Nikitina. Dopo aver completato La guardia bianca tenta di farlo pubblicare su Nedra, il romanzo viene rifiutato perché gli ufficiali bianchi (dell'Armata dei Volontari) apparivano sotto una luce eccessivamente benevola. Il romanzo verrà pubblicato in più parti su Rossija tra il 1924 e il 1925 e mentre terminava il romanzo iniziò la versione teatrale (scritta tra gennaio e agosto 1925).

### Gli anni dedicati al teatro

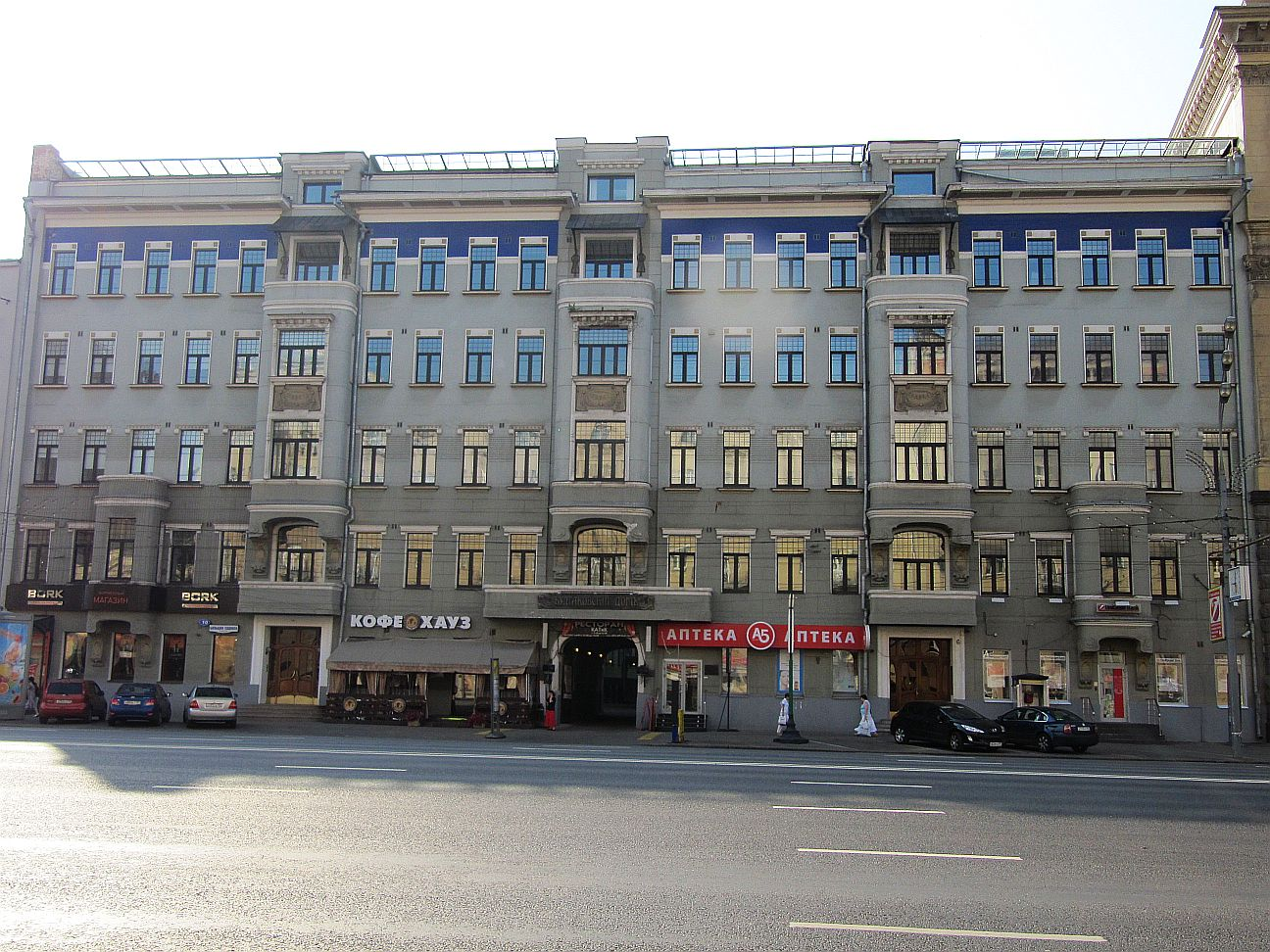
La casa moscovita

Nel 1924 divorziò da Tat'jana e sposò Ljubov' Belozerskaja. Sempre in quell'anno iniziò a frequentare casa Zajaickij, la combriccola era composta quasi completamente da moscoviti e vedevano Bulgakov come un provinciale. Lì, tra le altre, fece la conoscenza del critico d'arte Gabričevskij marito di Natal'ja Severcova figlia del noto zoologo professor Severcov che, con tutta probabilità, ispirò il personaggio del professor Persikov di Uova fatali; il racconto venne pubblicato su Nedra.
Iniziarono anche i primi problemi con la censura sovietica. Cuore di cane ricevette gli elogi della critica letteraria ma fu ritenuto impubblicabile dalla censura. Diavoleide fu requisito dalle edicole pochi giorni dopo l'uscita. La pièce basata sulla Guardia bianca dovette essere tagliata e modificata più volte per poter uscire e il titolo necessitava di essere modificato eliminando ogni riferimento ai bianchi; si giunse così al titolo I giorni dei Turbin. Il 7 maggio 1926 avvenne la prima perquisizione in casa sua e il sequestro dei suoi diari lo turbò profondamente. Il successo de I giorni dei Turbin e, successivamente, L'appartamento di Zoja fecero di Bulgakov un drammaturgo famoso nonostante alcuni aspri commenti della critica.
I temi della guerra civile furono protagonisti anche nelle opere del 1928; tra questi il centrale fu la responsabilità personale dei fatti avvenuti in quel periodo. Ne La fuga la responsabilità viene accollata a tutte le parti del conflitto, compresi i civili. Il 1928 fu un anno ricco di avvenimenti, quasi tutti legati al teatro. La fuga seguì un percorso tribolato: inizialmente non fu autorizzato per il MChAT, venne però richiesto da un teatro di Odessa e iniziarono le prove. Grazie ai pareri positivi di Maksim Gor'kij e Aleksej Sviderskij la censura approvò la pièce ma il 24 ottobre venne pubblicato sulla Pravda l'annuncio del nuovo fermo dell'opera per «apologia del movimento bianco». Anche L'isola scarlatta che ricevette l'approvazione dopo un anno e mezzo dalla richiesta vide sospese le repliche dopo la prima.
Sempre in quell'anno gli eventi di carattere personale furono principalmente due. In febbraio fece la sua prima richiesta di espatrio per andare a Berlino e Parigi che venne rifiutata l'8 marzo. Si adoperò anche per riavere i suoi diari, sequestrati durante la prima perquisizione, con richieste alle autorità e chiedendo aiuto a Gork'ij. Il veto ufficiale a La fuga arrivò nel gennaio 1929, giudicata antisovietica da Stalin stesso, ma Bulgakov si rifiutò di fare le modifiche richieste. Il 28 febbraio, durante una festa di carnevale, conobbe Elena Sergeevna Šilovskaja e se ne innamorò. Iniziò un rapporto epistolare tra i due con Elena Sergeevna costretta a distruggere le lettere di Bulgakov essendo una donna sposata. Ad ella consegnò anche il manoscritto de All'amico segreto.
Del 1930 è l'opera Il bagno di Majakovskij e fu un grande successo di critica: Mejerchol'd paragonò Majakovskij a Molière. L'interpretazione che venne quindi data all'opera, che si rifaceva ai classici, turbò Bulgakov al punto di fornirgli lo sprone per una risposta che si realizzò con la decisione di tornare al teatro con un lavoro su Molière. Terminò il manoscritto, intitolato La cabala dei bigotti, il 6 dicembre e il giorno dopo sulla copia battuta a macchina compariva una dedica a Elena Sergeevna. Quello stesso giorno gli venne notificato il divieto di messa in scena delle opere scritte fino a quel momento: tutte le sue speranze erano rivolte a quest'ultimo lavoro. La pièce sembrò riscuotere un discreto successo tra il circolo dei teatranti, tuttavia il 18 marzo ricevette la notizia della mancata approvazione da parte della censura. I problemi di Bulgakov non erano soltanto materiali (era in serie difficoltà finanziarie) ma la sua condizione di letterato respinto in ogni sua iniziativa era un peso psicologico che sopportava con difficoltà. In una lettera al fratello scrisse: «Con queste stesse mani ho gettato nella stufa le minute di un romanzo sul diavolo, di una commedia e l'inizio di un altro romanzo».
Questo episodio è centrale e ricorrente nella vita e nel pensiero di Bulgakov, il "romanzo sul diavolo" a cui si riferisce è ovviamente Il maestro e Margherita e il concetto riassunto nella celebre massima “i manoscritti non bruciano” è presente anche in quest'opera. Lo stato d'animo di quei giorni lo portò a scrivere una lettera al governo dell'URSS chiedendo il permesso di espatriare avendo di fronte a sé come prospettiva "soltanto la miseria, il vagabondaggio e la morte". Il 18 aprile, il giorno dopo i funerali di Majakovskij che si era suicidato il 14 aprile, ricevette una telefonata da Stalin in persona che gli preannunciò una risposta favorevole alla sua richiesta di espatrio ma, nello stesso tempo, gli chiese di restare in patria prospettandogli la possibilità di un impiego al Teatro Accademico dell'Arte di Mosca. Bulgakov fu chiamato a collaborare col teatro con mansioni di attore e assistente regista.. Nonostante fosse relativamente benvoluto da Stalin, gli fu sempre impedito di uscire dall'Unione Sovietica o di andare a far visita ai suoi fratelli all'estero.

### Il terzo matrimonio, il ritorno al romanzo e ancora teatro
Nel 1932 si sposò per la terza volta, con Elena Sergeevna Šilovskaja. Alla fine del 1933 vi furono mutamenti in negativo dei rapporti con parenti e conoscenti. Sempre in quell'anno, il 25 dicembre, incontra all'Istituto trasfusionale Sergej Brjuchonenko che gli mostra alcuni esperimenti, l'intenzione era quella di fare un trapianto di testa di cane ma non fu possibile. La speranza di Brjuchonenko era che Bulgakov ne traesse l'ispirazione per un racconto. All'incontro era presente anche un cineasta amico di Brjuchonenko che dall'eventuale racconto avrebbe voluto trarre un lungometraggio cinematografico, ma la nomea di Bulgakov non lo convinceva.
Il 4 gennaio 1934 riprese Il maestro e Margherita e scrisse dell'incontro tra Margherita e Woland. Il 20 febbraio si trasferì in un trilocale in vicolo Naščëkin, nel palazzo risiedevano altri scrittori e ciò piaceva molto a Bulgakov. Dello stabile non v'è più traccia in quanto abbattuto nel 1978. Il 23 marzo firmò un contratto con teatro della satira di Mosca per Beatitudine. La pièce, iniziata il 16 dicembre, fu terminata a fine marzo. Nel 1936 lasciò il Teatro d'Arte e fu assunto come consulente e librettista dal Teatro Accademico.

### Gli ultimi anni

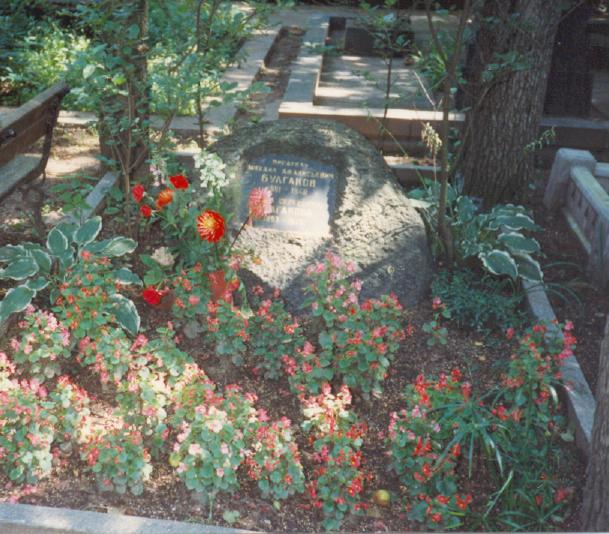
Tomba di Michail Bulgakov nel cimitero di Novodevičij a Mosca

Nell'ultimo decennio della sua vita, Bulgakov continuò a lavorare alla sua opera più nota Il maestro e Margherita, scrisse commedie, lavori di critica letteraria, storie ed eseguì alcune traduzioni e drammatizzazioni di romanzi. Tuttavia, la maggior parte delle sue opere rimase per molti decenni nel cassetto. Morì nel 1940, a quasi 49 anni, per una nefrosclerosi, di cui era morto anche il padre, e fu sepolto nel cimitero di Novodevičij a Mosca.

### Lascito
Dalla sua morte al 1961 nessuna opera di Bulgakov fu mai pubblicata. Poi, "improvvisamente, per 5-7 anni in Russia scoppiò il fenomeno Bulgakov", scrisse Vladimir Laškin. Da questo momento di nuovo in Russia cala l'oblio, per poi riaccendersi l'interesse negli anni ottanta.

## Opere
Quand'era ancora in vita, Bulgakov era famoso per I racconti di un giovane medico e La guardia bianca (Белая гвардия). Negli Appunti di un giovane medico racconta, a livello autobiografico, la sua esperienza di neolaureato confrontata con la vita vera di dottore in un ospedale di campagna, raccontandone i dubbi, le emozioni e le paure, senza rinunciare a un velo di ironia tipico di Bulgakov.
Fu, per un breve periodo, lo scrittore preferito di Iosif Stalin, che ammirava in particolare la commedia I giorni dei Turbin (Дни Турбиных), tratta dal romanzo La guardia bianca. Probabilmente questa circostanza gli salvò la vita negli anni del Grande terrore (1937), quando quasi tutti gli scrittori che non appoggiavano la dittatura furono imprigionati ed uccisi, come accadde ad esempio a Osip Mandel'štam e Isaak Babel. Bulgakov non appoggiò mai il regime e, in molte sue opere, lo schernì: Cuore di cane, La corsa, Il civico n. 13, ecc. Nel 1929 tutti i suoi lavori, compreso il romanzo La guardia bianca, furono messi al bando e Bulgakov non poté pubblicare più nulla.
Fu il romanzo satirico Il maestro e Margherita (Мастер и Маргарита), pubblicato nel 1967, quasi trent'anni dopo la morte avvenuta nel 1940, che gli assicurò fama immortale; la pubblicazione in Italia fu possibile grazie all'editore Giulio Einaudi. Il libro per molti anni fu disponibile clandestinamente in Unione Sovietica come samizdat, prima della pubblicazione a puntate di una versione censurata sul giornale Moskva. Secondo il parere di molti lettori Il maestro e Margherita è il miglior romanzo russo del secolo e anche dell'Unione Sovietica. Il romanzo contiene molte “frasi alate”, ossia citazioni dal sapore quasi proverbiale, nella lingua russa, come, per esempio, "I manoscritti non bruciano". Un manoscritto del Maestro che viene distrutto, infatti, è un elemento importante della trama e lo stesso Bulgakov dovette riscrivere da capo il romanzo, attingendo solo alla sua memoria, dopo averne bruciato personalmente e di proposito un abbozzo.
Cuore di cane, una storia spesso paragonata a Frankenstein, ha per protagonista un professore che trapianta i testicoli e la ghiandola pituitaria di un uomo su un cane di nome Šarik (Pallino nella versione italiana). Col passare del tempo Šarik assume caratteristiche sempre più umane, la qual cosa genera una gran confusione. Il racconto costituisce una dura satira nei confronti dell'Unione Sovietica; da esso, nel 1973, William Bergsma ha tratto un'opera comica dal titolo L'assassinio del compagno Šarik.
Il romanzo Uova fatali racconta i fatti accaduti dopo la scoperta da parte del professor Persikov, in un esperimento con le uova, di un raggio rosso che accelera la crescita degli organismi viventi. In quel periodo la maggior parte delle galline di Mosca erano colpite da una malattia contagiosa e quindi, per porre rimedio alla situazione, il Governo sovietico prova ad utilizzare il raggio in una fattoria. Sfortunatamente, per errore, al professore vengono consegnate delle uova di gallina mentre alla fattoria gestita dal governo arriva una partita di uova di struzzo, di serpente e di coccodrillo, che avrebbero dovuto essere consegnate al laboratorio di Persikov. L'errore viene scoperto non prima che le uova abbiano generato mostri giganteschi che devastano i quartieri periferici di Mosca e uccidono tutti coloro che lavorano nella fattoria. La macchina della propaganda coinvolge il professore, stravolgendo la sua natura nello stesso modo in cui il suo atteggiamento ingenuo ha creato i mostri. Mettere in rilievo la faciloneria e i disastri causati dal governo costò a Bulgakov la fama di controrivoluzionario.
In Romanzo teatrale, un libro che racconta in tono ironico e grottesco le disavventure che Bulgakov affrontò dopo la pubblicazione de La guardia bianca e del suo riadattamento a pièce teatrale, tutti i personaggi presenti hanno un corrispettivo nella Mosca degli anni venti e la voce narrante è lasciata a un aspirante scrittore più che a uno scrittore vero e proprio, che si suiciderà dopo aver scritto le sue memorie.

## Trasposizioni al cinema
In russo
- La guardia bianca (titolo originale: Бег, pronuncia fonetica: Beg), o La corsa (film, 1970), regia di Aleksandr Alov e Vladimir Naumov, da La corsa, La guardia bianca e Il Mar Nero.
- Иван Васильевич меняет профессию (Ivan Vasil'evič menjaet professiju), Ivan Vasil'evič cambia professione, (film, 1973), regia di Leonid Gajdaj, commedia da "Ivan Vasil'evič".
- Дни Турбиных (Dni Turbinych), I giorni dei Turbin, (film TV, 1976), regia di Vladimir Basov.
- Cuore di cane (Собачье сердце, Sobač'e serdce), (film TV, 1988), regia di Vladimir Bortko.
- Красный остров (Krasnyj ostrov), L'isola purpurea, (film, 1991), regia di Aleksandr Fen'ko.
- Записки юного врача (Zapiski junogo vrača), Appunti di un giovane medico, (film TV, 1991), regia di Michail Yakžen.
- Мастер и Маргарита (Master i Margarita), Il maestro e Margherita, (film, 1994), regia di Jurij Kara. Film girato e montato, mai uscito per ragioni amministrative.
- Роковые яйца (Rokovye jajca), Le uova fatali, (film, 1996), regia di Sergej Lomkin.
- Театральный роман (Teatral'nyj roman), (film TV, 2003), regia di Jurij Gol'din e Oleg Babickij.
- Мастер и Маргарита (Master i Margarita), Il maestro e Margherita, (film TV, 10 x 52 min., 2005), regia di Vladimir Bortko.
- Морфий (Morfij), Appunti di un giovane medico, (film, 2008), regia di Aleksej Balabanov.
- Мастер и Маргарита (Il maestro e Margherita), (film, 2024), regia di Michael Lockshin.

I DVD con sottotitoli, si trovano facilmente nei vari negozi Internet.
in polacco
- Pilatus und andere - Ein Film für Karfreitag, (film TV), (Pilate e altri, un film per il Venerdì santo), (1972), regia di Andrzej Wajda, dal romanzo Il maestro e Margherita.
- Mistrz i Malgorzata, (film TV 7 mini serie), (Il maestro e Margherita), (1990), regia di Maciej Wojtyszko.

in italiano e altro
- Il maestro e Margherita (1972), regia di Aleksandar Petrović con Ugo Tognazzi, Mimsy Farmer, Bata Živojinović, Alain Cuny.
- Cuore di cane (1976), regia di Alberto Lattuada, con Mario Adorf, Max von Sydow, Eleonora Giorgi, Cochi Ponzoni;
- Uova fatali (1977), film tv in 2 parti, regia di Ugo Gregoretti, con Gastone Moschin, Alessandro Haber, Luigi Palchetti e Wilma D'Eusebio.

## Opere

### Edizioni originali
Al titolo originale in cirillico segue la traslitterazione tra parentesi quadre, poi la traduzione letterale del titolo; in grassetto l'anno della prima edizione.
Romanzi e racconti
- Записки на манжетах [Zapiski na manžetach, "Appunti sui polsini"], racconti, "Nakanune", Mosca: 1922; "Vozrozdenie", Mosca: 1923; "Rossija", Mosca: 1923; "Zvezda Vostoka", Taskent: 1973, n. 3. Tradotto in italiano con il titolo Appunti sui polsini.
- Белая гвардия [Belaja Gvardija, "La guardia bianca"], romanzo, "Rossija", Mosca: 1924-1925 [pubblicazione incompleta]; prima edizione completa in Izbrannaja proza ["Prose scelte"], 1966. Tradotto con il titolo La guardia bianca.
- Дьяволиада [D'javoljada, "Diavoleide"], romanzo breve, "Al'manach 'Nedra'", IV, 1924; "Nedra", Mosca: 1926; Londra: 1970. Tradotto con il titolo Diavoleide.
- Собачье сердце [Sobač'e serdce, "Cuore di cane"], 1925. Tradotto con il titolo Cuore di cane.
- Роковые яйца [Rokovye Jajca, "Uova fatali"], romanzo breve, "Al'manach 'Nedra'", VI, 1925; Londra: 1970. Tradotto con il titolo Uova fatali o Le uova fatali.
- Похождения Чичикова [Pochoždenija Čičikova, "Le avventure di Čičikov"], 1925.
- Записки юного врача [Zapiski junogo vrača, "Appunti di un giovane medico"], racconti, "Krasnaja Panorama" e "Medicinskij Rabotnik", Mosca: 1925-1926. Tradotto con i titoli Appunti di un giovane medico e I racconti di un giovane medico.
- [Rasskazy], Mosca: 1926.
- Морфий [Morfij, "Morfina"], 1926. Tradotto con il titolo Morfina.
- Театральный роман [Teatral'nyj roman, "Romanzo teatrale"], romanzo breve scritto tra il 1936 e il 1939, "Novyj Mir" 1965. Tradotto con il titolo Romanzo teatrale.
- Мастер и Маргарита [Master i Margarita, "Il maestro e Margherita"], romanzo, scritto tra il 1929 e il 1939, prima edizione parzialmente censurata in "Moskva", Mosca, n. 11, 1966 e n. 1, 1967; prima edizione completa in russo, Francoforte sul Meno: 1969. Tradotto con il titolo Il maestro e Margherita. Un'edizione di frammenti appartenenti a redazioni preliminari è apparsa con il titolo Il grande cancelliere.

Teatro
- Зойкина квартира, [Zojkina kvartira, "L'appartamento di Zoja"], 1925.
- Дни Турбиных [Dni Turbinych, "I giorni dei Turbin"], prima rappresentazione 5 ottobre, 1926. Pubblicato Mosca: 1965; Letchworth (UK): 1970. Tratto dal romanzo La guardia bianca. Tradotto con il titolo I giorni dei Turbin.
- Бег [Beg, "La corsa"], 1926-1928.
- Кабала святош [Kabala sviatoš, "La cabala dei bigotti"], 1929.
- Адам и Ева [Adam i Eva, "Adamo ed Eva"], 1931.
- Блаженство [Blaženstvo, "Beatitudine"], 1933-1934.
- Иван Васильевич ["Ivan Vasil'evič"], 1934-1935.
- Дон Кихот [Don Kichot, "Don Chisciotte"], 1937-1938.
- Пушкин ["Puškin"] o Последние дни [Poslednie Dni, "Gli ultimi giorni"], 1940.
- Батум ["Batum"]
- Багровый остров [Bagrovyj ostrov, "L'isola purpurea"]
- Красная корона [Krasnaja korona, "La corona rossa"]

Biografia
- Жизнь господина де Мольера [Žizn' gospodina de Mol'era, "Vita del signor de Moliere"], 1936.

Romanzo teatrale
- Записки покойника (Театральный роман) [Zapiski pokojnika (Teatral'nyj roman), "Le memorie di un defunto (Romanzo teatrale)"], 1936

Antologie, raccolte e lettere
- Пьесы [P'esy, "Commedie"], Mosca: 1962.
- Драмы и Комедии [Dramy i Komedii, "Drammi e commedie"], Mosca, 1965.
- Избранная проза [Izbrannaja proza, "Prose scelte"], Mosca: 1966.
- Романы [Romany, "Romanzi"], Moskva: 1974.
- Письма [Pis'ma, "Lettere"], Mosca: Sovremennik, 1989.

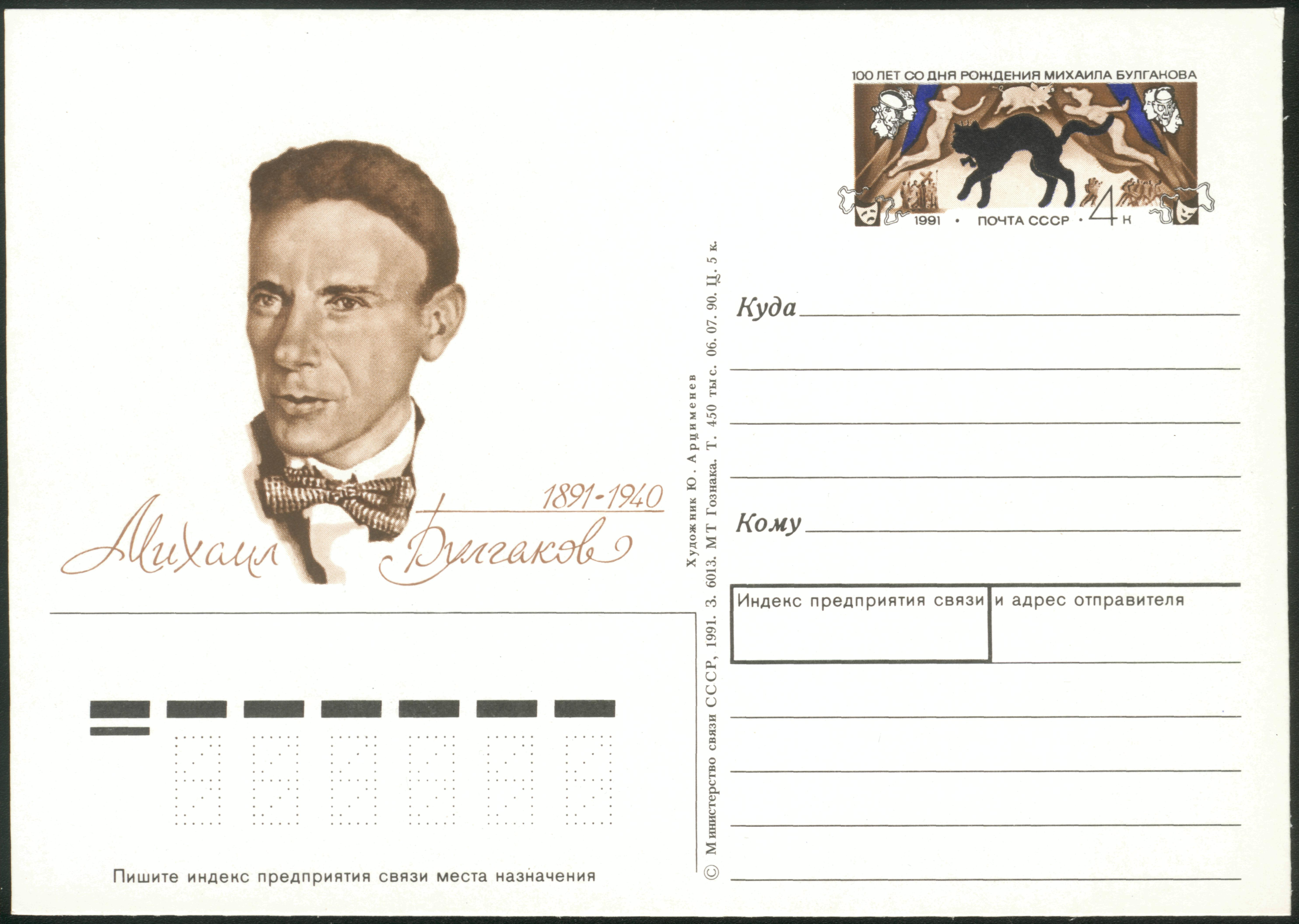
Cartolina postale sovietica del 1991 con un francobollo recante l'effigie di Bulgakov.

### Traduzioni italiane
in ordine cronologico di pubblicazione
Racconti e romanzi minori
- La guardia bianca, traduzione dal russo e introduzione di Ettore Lo Gatto, Roma, Anonima Romana Editoriale, 1928 [incompleta]; Torino, Einaudi, 1967. [prima traduzione italiana completa].
- Uova fatali e altri racconti, traduzione di Maria Olsufieva, Bari, De Donato, 1967.
- I racconti di un giovane medico, traduzione di Chiara Spano, Roma, Newton Compton, 1974.
- Appunti sui polsini, a cura di Eridano Bazzarelli, traduzioni di E. Bazzarelli, Giovanna Spendel, Anita Fiamenghi, Roma, Editori Riuniti, 1974.
- Cuore di cane, traduzione di Viveka Melander, con: I racconti di un giovane medico, traduzione di Chiara Spano, La Spezia, Fratelli Melita, 1983.
- Morfina, traduzione di Mario Alessandro Curletto, Genova, Il Melangolo, 1988.
- La guardia bianca, a cura di Milli Martinelli, traduzione di Anjuta Gancikov, Milano, Rizzoli, 1990, 2001; Milano, Fabbri Editori, 2001.
- Uova fatali, traduzione di Mariia Olsufieva, Milano, Bompiani, 1990.
- Appunti di un giovane medico, Introduzione di Milli Martinelli, traduzione di Emanuela Guercetti, Milano, Rizzoli, 1990.
- Appunti sui polsini, Pordenone, Studio Tesi, 1991.
- Racconti fantastici, Milano, Rizzoli, 1991. [contiene: Diavoleide, Uova fatali, Cuore di cane, Le avventure di Čičikov]
- La scuola della cittadella della III Internazionale, a cura di Giovanna Spendel, Milano, Mondadori, 1993.
- Le uova fatali, Introduzione di Rita Giuliani, traduzione di Aldo Ferrari, Collana Tascabili Economici, Roma, Newton Compton, 1993.
- Morfina e altri racconti, traduzione di Nadia Cicognini, Silvia Lega e Cristina Moroni, nota introduttiva di Igor Sibaldi, Milano, Mondadori, 1994.
- Morfina, a cura di Silvia Sichel, Bagno a Ripoli, Passigli, 1999.
- Il civico n. 13.

Il maestro e Margherita
La lista completa delle traduzioni italiane del Il maestro e Margherita compare nella relativa voce.
Teatro
- I giorni dei Turbin, trad. di Milli De Monticelli e Giovanni Buttafava, Milano, Bompiani, 1968.
- I giorni dei Turbin, trad. di Giampaolo Gandolfo, Collezione di teatro, Torino, Einaudi, 1991, ISBN 978-88-061-2407-6.
- I giorni dei Turbin, trad. di Serena Prina, Collana Oscar Moderni, Milano, Mondadori, 2025, ISBN 978-88-047-9324-3.

Biografia di Molière
- Vita del signor de Molière, traduzione di Emilia Piersigilli, Introduzione di Veniamin Aleksandrovič Kaverin, Milano, Mondadori, 1969. - Roma, Castelvecchi, 2016.
- La vita del signor de Molière, traduzione di Ljiljana Avirović Rupeni, Collana Biblioteca, Pordenone, Edizioni Studio Tesi, 1985.
- Vita del signor de Molière, traduzione di e note di Roberta Arcelloni, Introduzione di Aleksandr Ninov, Collana Classici, Milano, BUR, 1992.
- Vita del signor de Molière, Introduzione e trad. di Serena Prina, Collana UEF. I Classici, Milano, Feltrinelli, 2022, ISBN 978-88-079-0409-7.

Lettere
- Lettere a Stalin, Enukidze e Gor'kij, Introduzione, traduzione e cura di Mario Alessandro Curletto, Genova, Il Melangolo, 1990.
- I manoscritti non bruciano. Lettere scelte 1927-1940, a cura di Stefania Pavan, Milano, Archinto, 2002.

Opere raccolte
- Romanzi, saggio introduttivo di Vittorio Strada, nota bibliografica di Marietta Čudakova, Biblioteca dell'Orsa, Torino, Einaudi, 1988. [contiene: La guardia bianca, Romanzo teatrale, Il maestro e Margherita]
- Romanzi e racconti, traduzioni di Viveca Melander, Chiara Spano e Aldo Ferrari, Collana Grandi Tascabili Economici, Roma, Newton Compton, 1990. [contiene: Cuore di cane, Romanzo teatrale, Diavoleide, Le uova fatali, I racconti di un giovane medico e altri racconti]
- Romanzi e racconti, a cura di Marietta Čudakova, progetto di Serena Vitale, Collana I Meridiani, Milano, Mondadori, 2000, ISBN 978-88-044-6918-6.

### Critica
- Lucio Lombardo Radice, Gli accusati: Franz Kafka, Michail Bulgakov, Aleksandr Solzenitsyn, Milan Kundera, Bari: De Donato, 1972 (coll. "Dissensi", 40).
- Renato Risaliti, Michail Alfanasevic Bulgakov, Pisa: Felici, 1972.
- An international bibliography of works by and about Mikhail Bulgakov compiled by Ellendea Proffer, Ann Arbor: Ardis, 1976.
- Anthony Colin Wright, Mikhail Bulgakov. Life and Interpretations, Toronto: University of Toronto Press, 1978 (ISBN 0-8020-5402-1).
- Renato Risaliti, M. A. Bulgakov e la cultura russa, Pisa: Felici, 1980.
- Rita Giuliani Di Meo, Michail Bulgakov, Firenze: La nuova Italia, 1981 (coll. "Il castoro", 174).
- Eridano Bazzarelli, Invito alla lettura di Bulgakov, Milano: Mursia, 1976, 1988 (coll. "Invito alla lettura", 10).
- Kalpana Sahni, A mind in ferment: Mikhail Bulgakov's prose, New Delhi: Arnold Heinemann, 1984.
- A Pictorial biography of Mikhail Bulgakov, a cura di Ellendea Proffer, Ann Arbor (MI): Ardis, 1984.
- Ellendea Proffer, Bulgakov: life and work, Ann Arbor (MI): Ardis, 1984 (ISBN 0-88233-198-1).
- Marietta Omarovna Cudakova, Zizneopisanie Michaila Bulgakova ("Biografia di Michail Bulgakov"), Mosca: Kniga, 1988 (ISBN 5-212-00078-5). Importante e dettagliata biografia a cura di uno dei maggiori studiosi dell'opera di Bulgakov.
- Gian Piero Piretto, Da Pietroburgo a Mosca: le due capitali in Dostoevskij, Belyj, Bulgakov, Milano: Guerini, 1990 (coll. "Collana blu", 10; ISBN 88-7802-146-6).
- George Krugovoy, The Gnostic Novel of Michail Bulgakov. Soirces and Exegesis, Lanham (MD): University Press of America, 1991.
- Lesley Milne, Mikhail Bulgakov. A Critical Biography, Cambridge: Cambridge University Press, 1991.
- Julie A. E. Curtis, Manucripts don't burn. A Life in Letters and Diaries, Woodstock (NY): The Overlook Press, 1992. Edizione italiana: I manoscritti non bruciano. Michail Bulgakov: una vita in lettere e diari, traduzione di Annabianca Mazzoni e Piero Spinelli, Milano: Rizzoli, 1992 (ISBN 88-17-84171-4).
- Sandro Caputo, Sotto la sferza del censore stalinista: Dostoewskij, Majakowskij, Pasternak, Babel, Pilniak, Bulgakov, Nekrasov, Cvetaeva, Blok, Mandelstam, Ivanov, Solgenitsin, Poggibonsi: Lalli, 1992.
- Vsevolod Saharov, L'addio e il volo. Biografia letteraria di Michail Bulgakov, traduzione e cura di Emilia Magnanini, in appendice Vita di Bulgakov di Emilia Magnanini, Venezia: Il cardo, 1995 (coll. "Saggi"; ISBN 88-8079-037-4).
- Mariėtta Čudakova, Michail Bulgakov. Cronaca di una vita, traduzione di Claudia Zonghetti, Bologna: Odoya, 2013 (coll. Odoya Library, ISBN 978-88-6288-194-4)